# Aillas
Aillas is een gemeente in het Franse departement Gironde (regio Nouvelle-Aquitaine) en telt 761 inwoners (2010). De plaats maakt deel uit van het arrondissement Langon.

## Geografie
De oppervlakte van Aillas bedraagt 34,5 km², de bevolkingsdichtheid is 19,4 inwoners per km².

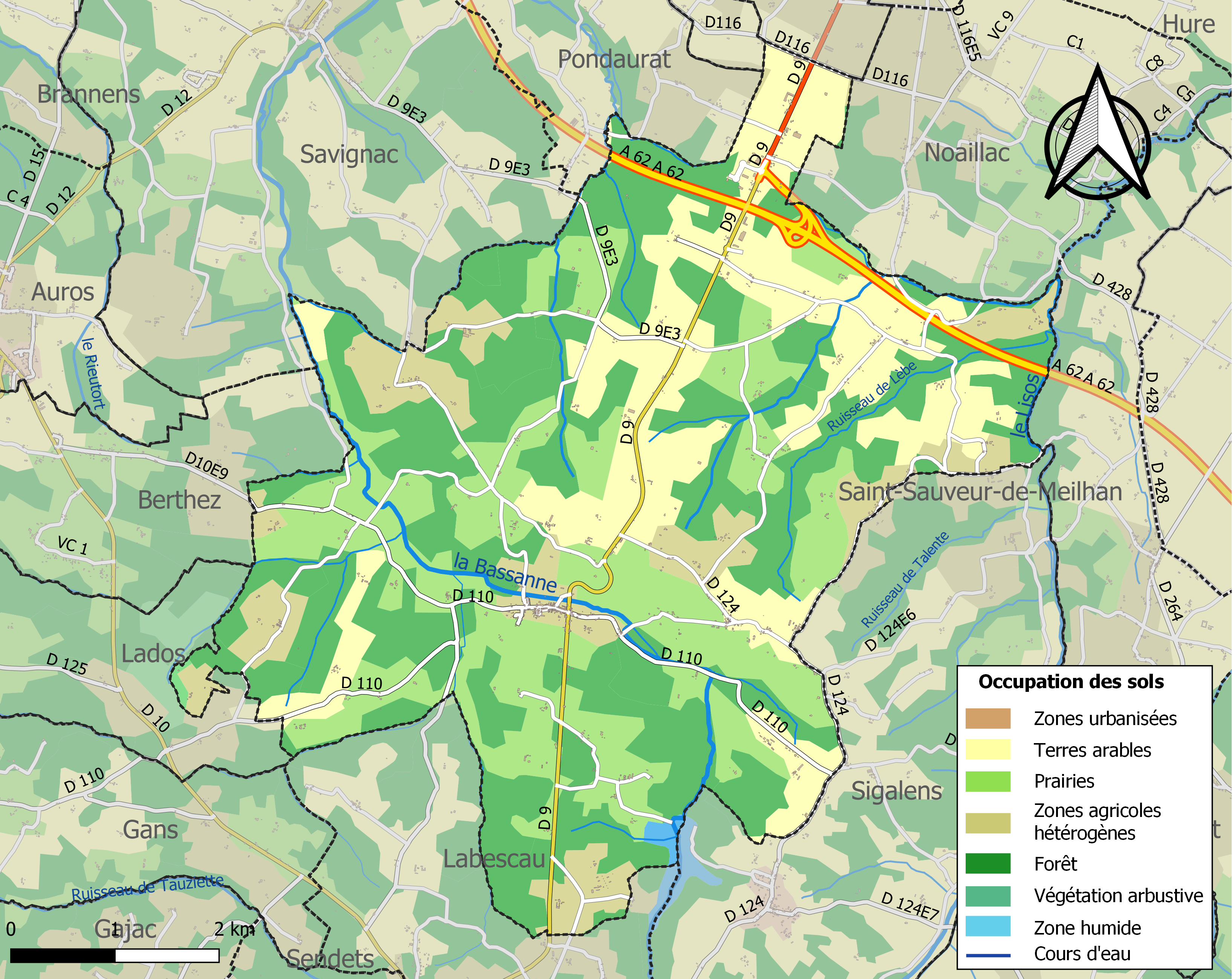
Kaart van de gemeente met de belangrijkste infrastructuur, bodemgebruik en omliggende gemeenten

## Demografie
Onderstaande figuur toont het verloop van het inwonertal (bron: INSEE-tellingen).